# Grand Prix Adriatyku
Grand Prix Adriatyku – wyścig samochodowy, organizowany (z przerwami) w latach 1939–1984.

## Historia
Pierwszy wyścig pod nazwą Grand Prix Adriatyku odbył się w 1939 roku na torze Abbazia, a wygrał go Luigi Villoresi. Eliminacja nie cieszyła się jednak dużym zainteresowaniem Grand Prix Adriatyku powróciło w 1960 roku na tym samym torze (jako jugosłowiańska Opatija), początkowo jako wyścig Formuły Junior, a później – Formuły 3. Ze względu na niebezpieczną charakterystykę toru po 1968 roku zaprzestano na nim organizacji wyścigów samochodowych. W latach 1977–1984 na włoskim torze Misano odbywało się Grand Prix Adriatyku, będące eliminacją Mistrzostw Europy Formuły 2.

## Zwycięzcy

Circuit Opatija

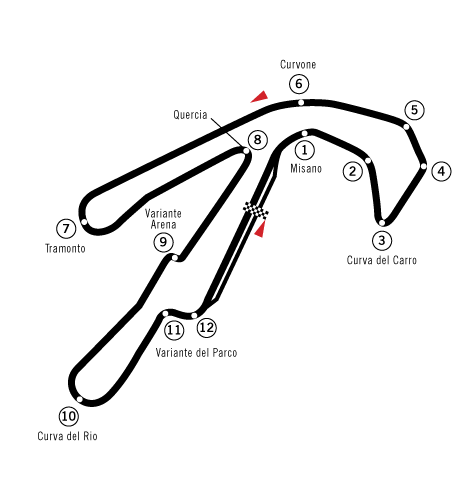
Circuit Misano

| Rok  | Tor     | Seria          | Zwycięzca         | Samochód             |
| ---- | ------- | -------------- | ----------------- | -------------------- |
| 1939 | Abbazia | Grand Prix     | Luigi Villoresi   | Maserati 4CL         |
| 1960 | Opatija | Formuła Junior | Sep Liebele       | Stanguellini         |
| 1961 | Opatija | Formuła Junior | Gastone Zanarotti | Stanguellini-Fiat    |
| 1962 | Opatija | Formuła Junior | Kurt Ahrens       | Lotus 22-Ford        |
| 1963 | Opatija | Formuła Junior | Kurt Ahrens jr    | Cooper T67-Ford      |
| 1964 | Opatija | Formuła 3      | Franz Müller      | Lotus 31-Ford        |
| 1964 | Opatija | Formuła 3      | Max Byczkowski    | Melkus 64-Wartburg   |
| 1965 | Opatija | Formuła 3      | Manfred Mohr      | Brabham-Ford         |
| 1966 | Opatija | Formuła 3      | Patrick Dal Bo    | Pygmée F3-Ford       |
| 1967 | Opatija | Formuła 3      | David Walker      | Merlyn Mk10-Ford     |
| 1968 | Opatija | Formuła 3      | Manfred Mohr      | Tecno 68-Ford        |
| 1977 | Misano  | Formuła 2      | Lamberto Leoni    | Chevron B40-Ferrari  |
| 1978 | Misano  | Formuła 2      | Bruno Giacomelli  | March 782-BMW        |
| 1979 | Misano  | Formuła 2      | Brian Henton      | Ralt RT2-Hart        |
| 1980 | Misano  | Formuła 2      | Andrea de Cesaris | March 802-BMW        |
| 1981 | Misano  | Formuła 2      | Michele Alboreto  | Minardi Fly 281-BMW  |
| 1981 | Misano  | Formuła 3      | Mauro Baldi       | March 813-Alfa Romeo |
| 1982 | Misano  | Formuła 2      | Corrado Fabi      | March 822-BMW        |
| 1983 | Misano  | Formuła 2      | Jonathan Palmer   | Ralt RH6/83H-Honda   |
| 1984 | Misano  | Formuła 2      | Mike Thackwell    | Ralt RH6-Honda       |